# أوبر أوست (قائد)
أوبر أوست (بالإنجليزية: Ober Ost) هو اختصار لـ أوبيربيفهلشابير دير جيسامتن ديوتسشن ستريتكرافت إم أوستن، وهو القائد الأعلى لجميع القوات الألمانية في الشرق خلال الحرب العالمية الأولى. كما أن له معنى مزدوج ضمني، كما هو الحال في حد ذاته، «أوبر أوست» يترجم إلى«الشرق الأعلى»، الذي يصف منطقتها الجغرافية في إشارة إلى الإمبراطورية الألمانية. في الممارسة العملية لا يشير فقط إلى القائد المذكور، ولكن أيضا لموظفيه العسكريين الحاكم والمنطقة التي يسيطرون عليها: أوبر أوست كان في قيادة القسم الألماني من الجبهة الشرقية.